# Distrikt Kabkabiya
Kabkabiya ist ein Bezirk im Bundesstaat Nord-Darfur im Sudan.
Kabkabiya beherbergt einen Militärstützpunkt und war ein Hauptschauplatz der Schlacht von Kabkabiya während des Kriegs im Sudan 2023.  Im Mai 2004 waren dort 45.000–95.000 Binnenflüchtlinge während des Krieges in Darfur untergebracht.
Die gleichnamige Stadt war eine der wenigen vor der anglo-ägyptischen Invasion im Sudan und ein wichtiger Zugangspunkt zum Karawanenhandel westlich von Cobbé unter dem Sultanat von Darfur.